# Amsterdam (Missouri)
Pour les articles homonymes, voir Amsterdam (homonymie).
Amsterdam  est une ville du comté de Bates dans l'État du Missouri.
Elle a été fondée en 1891, s'appelait précédemment Burrows, et a été renommée d'après la ville des Pays-Bas. Sa population était de 242 habitants en 2010.